# تشارلز هوارد
تشارلز هوارد (بالإنجليزية: Charles Howard, 1st Earl of Nottingham)‏ (و. 1536 – 1624 م) هو سياسي، وعسكري، من مملكة إنجلترا، ويحمل رتبة عسكرية أدميرال، توفي في لندن، عن عمر يناهز 88 عاماً.

## مناصب
تولى منصب عضو مجلس النواب في البرلمان البريطاني.

## التعليم
تعلم في قاعة الثالوث ‏.